# Elektroreceptor

Rozmieszczenie elektroreceptorów na głowie rekina (spiracle–tryskawka, 1st gill slit–pierwsza szczelina skrzelowa)

Elektroreceptor – narząd zmysłu stekowców, niektórych gatunków bezszczękowców i ryb, umożliwiający wykrywanie obecności oraz zmian pola elektrycznego wytwarzanego przez organizmy zanurzone w wodzie (pole bioelektryczne) lub powstającego z innych źródeł.
Wyróżniane są elektroreceptory:
- ampułkowe (ampułkowate) nazwane ampułkami Lorenziniego – leżące pod naskórkiem lub głęboko pod skórą, połączone z powierzchnią ciała długim, cewkowatym kanałem,
- guzkowe (guzkowate) – położone w naskórku, niemające połączenia z powierzchnią skóry, występują u ryb wytwarzających słabe napięcie.

Elektroreceptory skórne mrukowatych (Mormyridae) nazywane są mormyromastami.
Elektroreceptory są wykorzystywane do elektrolokacji i elektronawigacji.